# Taxon candidat
Un taxon candidat, phylum candidat, division candidate ou niveau de division candidate est un groupe monophylétique d'organismes procaryotes pour lesquels aucun représentant n'a pu être cultivé en laboratoire à ce jour, mais dont l'appartenance à un clade distinct a pu être obtenue par des analyses métagénomiques et de l'ARNr 16S d'échantillons environnementaux. Le terme candidatus désigne un OTU pour lequel il n'y a pas assez d'information pour l'associer à une nouvelle espèce d'après le Code International de la Nomenclature des Bactéries.

## Exemples de taxons candidats chez les bactéries
- phylum candidat TM7[1] (renommée Saccharibacteria en 2013[2])
- Poribacteria[3]
- phylum candidat TG3[4]